# 品田亮太
品田 亮太（しなだ りょうた、1991年7月15日 - ）は、TBSテレビ報道局経済部記者で、同局の元アナウンサー。高知県の出身で、実父は 元NHKアナウンサーの品田公明。　

## 来歴
北海道で出生後、NHK勤務の父・公明の転勤に伴って高知県で生活。土佐中学校・高等学校在学時には競泳の選手として活躍していた（詳細後述）。卒業後に、法政大学社会学部メディア社会学科に進学。在学中には、稲増龍夫が学内で主宰する法政大学自主マスコミ講座に所属。2014年4月1日付で、アナウンサーとしてTBSテレビに入社。入社1年目に、同期入社の宇垣美里(現在:フリー)・皆川玲奈とともに『あさチャン!』『Nスタ』（第0部・第1部〈ニュースワイド〉）へのレギュラー出演を果たした。その後は、テレビ・ラジオのニュースキャスターを主に担当。プロ野球を中心に、スポーツ中継のリポーターも務めていた。2019年7月1日付で報道局社会部へ異動後は『Nスタ』などの報道番組で取材・中継リポートを担当。

## 人物
趣味はカラオケ。特技は水泳、ラッピング。
小学校6年の2004年に、50m平泳ぎで「第26回全国JOCジュニアオリンピックカップ春季水泳競技大会」に出場した。
中学校2年の2006年には、400mメドレーリレーで「第28回全国JOCジュニアオリンピックカップ春季水泳競技大会」に出場した。
高校1年の2007年には「第59回高知県高等学校体育大会水泳競技大会」に出場し、50m自由形と100m自由形で3位。また、「第58回四国高等学校選手権水泳競技大会」にも出場した。高校時代の同級生にはNHKアナウンサーの佐竹祐人がいた。

## アナウンサー時代の出演番組
- JNNフラッシュニュース（水曜、日曜）
- JNNニュース（土曜昼）
- TBSニュース（土曜）
- 報道特集（ニュースナレーション）
- S☆1日曜版（2016年4月 - 2019年6月）
  - 本来は、番組の終盤に内包される『JNNニュース』（全国ニュースの最終版）日曜のみ出演。2016年のリオデジャネイロオリンピック期間中は、実況アナウンサーとしてジャパンコンソーシアムに派遣される当時レギュラーの佐藤文康に代わって、本編の進行キャスターを務めた。
- TBSニュースバード - 不定期（主に水・木・金の正午。過去には平日午前、深夜帯など担当歴あり）
- ネットワークTODAY（TBSラジオ、火曜ニュースデスク担当、2017年10月 - 2019年6月）
- 水曜日のダウンタウン
- あさチャン!（2014年10月6日 - 不明 不定期で取材キャスター）
- Nスタ
  - 平日版第0部・第1部〈ニュースワイド〉（2014年10月8日 - 遅くとも2017年3月29日） - 「日刊中吊りニュース」「N天」水曜日担当
  - 日曜版メインキャスター（2017年4月2日 - 8月27日）
  - 土曜版[10]メインキャスター（2018年2月10日）
- テレビ・プロ野球中継
- TBSラジオ エキサイトベースボール

## 同期のアナウンサー
- 皆川玲奈
- 宇垣美里 - 2019年3月末に退社してから、オスカープロモーション所属のフリーアナウンサーへ転身。
- 笹川友里 - 前年度入社だが、アナウンス部配属は同期（情報制作局・情報二部から配置換えによる異動）。2021年2月末に退社。